# Sevilla la Nueva
Sevilla la Nueva er en by og kommune i det centrale Spanien i Madrid-regionen. Den har et indbyggertal på 9.657 (2024) indbyggere.